# Mikogo
Mikogo (Swahili für „zeigen, präsentieren“) ist eine für private Nutzung kostenlose Desktop-Sharing-Software für Fernwartung, Webkonferenzen, Online-Präsentationen und E-Learning.

## Geschichte
Mikogo wurde von der BeamYourScreen GmbH entwickelt, die sich 2016 in Snapview GmbH umbenannte, und im Jahr 2007 veröffentlicht. Laut Firmenangaben wurde die Software Ende 2009 mittlerweile in 180 Ländern benutzt. Im März 2009 veröffentlichte Mikogo zudem eine Version für Mac, die von der britischen Macworld in einer Review den „Editor's Choice 4-Star Award“ erhielt. Ab Sommer 2011 war die kommerzielle Nutzung kostenpflichtig, seit Herbst 2015 wird ein kostenloses Konto mit reduziertem Funktionsumfang für kommerzielle und private Nutzung angeboten.

## Technologie und Sicherheit
Die Verbindung zwischen den Teilnehmern erfolgt im Gegensatz zu VNC-Lösungen über eine Tunneling-Technik unter der Verwendung der Ports 80 und 443 und der Protokolle TCP und HTTP. Durch den Einsatz dieser Standardports, die auch für das Surfen im Internet offen sein müssen, bedarf es keiner weiteren Portöffnungen oder Konfigurationen, um die Software nutzen zu können. Eine durchgehende 256-Bit-AES-Verschlüsselung sorgt während der Sitzung für die Sicherheit bei der Datenübertragung.

## Funktion und Anwendungsbereiche
Um den eigenen Bildschirm über das Internet zu übertragen, muss der Nutzer das Programm installieren und ausführen. Teilnehmer an Sitzungen können das Programm entweder ebenfalls installieren oder von der Produktwebseite aus eine Ausführungsdatei laufen lassen. Beim Start einer Sitzung bekommt der Nutzer eine Sitzungsnummer angezeigt. Sobald er diese an die Teilnehmer z. B. per E-Mail weitergegeben hat, können diese an der Sitzung teilnehmen. Nach dem Start der Sitzung ist es jederzeit möglich, die Blickrichtung zu wechseln, so dass auch Teilnehmer ihren Bildschirm übertragen können. Es ist zudem möglich, die Sitzung aufzuzeichnen. Die Aufzeichnungen können allerdings nur im Mikogo-eigenen Session Player abgespielt werden, der kostenlos von der Webseite heruntergeladen werden kann. Mikogo ermöglicht auch eine Übertragung der Fernsteuerungsrechte für Maus und Tastatur. Dies bedarf der ausdrücklichen Erlaubnis des jeweiligen Nutzers, der diese Rechte jederzeit durch eine Tastenkombination (F12 unter Windows, Strg+Esc unter Mac OS) sofort wieder entziehen kann.
Weitere enthaltene Features:
- Auswahl der Anwendungen, die sichtbar übertragen werden
- Dateitransfer
- Whiteboard
- Zeigepfeil
- Backmonitor
- Sitzungsplaner

## Mikogo in den Medien
Im April 2009 thematisierte Mikogo im eigenen Blog und in einem Newsletter die Möglichkeit von virtuellen Meetings als Präventionsmaßnahme gegen die Schweinegrippe. Hierfür geriet Mikogo in Teilen der Internetgemeinschaft in Kritik, die dem Unternehmen vorwarfen, den Ausbruch der Schweinegrippe für die Bewerbung ihrer Software zu nutzen. Im Januar 2010 geriet Mikogo erneut in die Schlagzeilen, als die Stadt Mannheim die Freigabe des Twitter-Accounts „Mannheim“ von Mikogo-Mitbegründer Mark Zondler forderte, den dieser 2007 registriert hatte. Das als harsch angesehene Vorgehen der Stadt wie auch das Aufwerfen grundsätzlicher Fragen des Internetrechts rückten den Fall in das öffentliche Interesse; er endete in einer außergerichtlichen Einigung.